# Turbolide
Turbolide (Turbo Teen) est une série télévisée d'animation américaine sur un adolescent qui se transforme en voiture. La série est en treize épisodes de 20 minutes. La série a été diffusée entre le 9 septembre 1984 et le 31 août 1985 sur ABC aux États-Unis et en 1986 sur Canal+ dans l'émission Cabou Cadin en France.

## Synopsis
Par une nuit d'orage, Brett Matthews a un accident de voiture et percute un laboratoire secret du gouvernement. Lors de la collision, ils entrent en contact avec un mystérieux rayon inventé par le Dr Chase. Le jeune homme et son véhicule fusionnent et lorsqu'il est exposé à une forte chaleur Brett se transforme en voiture. Pour reprendre sa forme humaine, il doit être exposé à un froid extrême.
Fort de ses nouveaux pouvoirs, il devient un agent gouvernemental et lutte, avec ses amis Pattie et Alex, contre la criminalité.
Dans le même temps, le docteur Chase et Brett recherchent un moyen d'annuler les effets du rayon.

## Épisodes
Traduction du listing original
1. Dark Rider (Dark Rider)
2. Le mystère du parc d'attraction (Mystery at Fantasy Park)
3. Aucun OVNI en vue (No Show UFO)
4. Micro-teenager (Micro-Teen)
5. La sinistre amélioration 7 (The Sinister Souped-Up Seven)
6. La vidéo de la vengeance (Video Venger)
7. Dark Rider et les loups du destin (Dark Rider and the Wolves of Doom)
8. La malédiction de la griffe tordue (The Curse of the Twisted Claw)
9. Course de casse-cou (Daredevil Run)
10. L'aventure Amazone (The Amazon Adventure)
11. Le vendredi de la peur (Fright Friday)
12. Le mystère de Dark Rider (The Mystery of Dark Rider)